# حزقيال مانويل بيرغوس
حزقيال مانويل بيرغوس (بالإسبانية: Juan Manuel Burgos)‏ هو بروفيسور وفيلسوف إسباني، ولد في 1961 في بلد الوليد في إسبانيا.